# 520 Franziska
520 Franziska è un asteroide della fascia principale del diametro medio di circa 28,67 km. Scoperto nel 1903, presenta un'orbita caratterizzata da un semiasse maggiore pari a 3,0053733 UA e da un'eccentricità di 0,1066609, inclinata di 10,96260° rispetto all'eclittica.
Stanti i suoi parametri orbitali, è considerato un membro della famiglia Eos di asteroidi.
L'origine del nome è sconosciuta.